# Henchir Bourgou
Henchir Bourgou é um sítio arqueológico da Tunísia, situado  a cerca de 2,5 quilómetros a noroeste da localidade de Midoun, na ilha de Djerba. A sua ocupação remonta ao século IV a.C. e foi ocupado sucessivamente por cartagineses, numidas e romanos. Foi abandonado no século IV ou V d.C.
O sítio foi delimitado oficialmente em 2002 e cobre uma área total de 22 hectares, junto ao Instituto Superior de Estudos Tecnológicos (ISET) de Midoun e a 1,5 km da Mesquita Fadhloun.
O seu elemento mais conhecido é um mausoléu, situado na parte sul, o qual foi mencionado pela primeira vez no início do século XIX e depois por Victor Guérin, mas a sua função só foi identificada em 1902, quando foi equiparado aos monumentos funerários numidas do que é hoje a Argélia, o  Medracen e o Mausoléu Real da Mauritânia. O mausoléu foi construído em pedra calcária local muit maleável, tem 4,5 metros de altura e cerca de 9.5 por 9.7 metros de largura e assenta num envasamento com fundações com pelo menos dois metros de profundidade, com a forma dum hexágono com os lados alternadamente direitos e concâvos com os ângulos truncados. No lado ocidental, um corredor a céu aberto dá acesso a um vestíbulo e depois a uma pequena câmara funerária situada no eixo do monumento.
Apesar de ter sido muito saqueado ao longo do tempo, para extrair pedra de construção, colunas e grampos de chumbo que seguravam a estrutura, ainda é patente a sua monumentalidade original. A câmara funerária era decorada com relevos que imitavam troncos de palmeira cortados longitudinalmente, possivelmente imitando algum tipo de construção local em materiais perecíveis. Tem também uma cornija nas esquinas. A câmara foi saqueada numa época muito recuada e sabe-se muito pouco sobre como estaria conformada.
Em 1981, uma equipa do Instituto Nacional de Arqueologia e de Arte levou a cabo a limpeza e desobstrução do mausoléu e o seu restauro. Durante as escavações levadas a cabo em 1996 foram descobertos no sítio arqueológico vestígios de várias camadas de pinturas, mosaicos e cerâmica importada que sugerem um nível de vida bastante elevado. No entanto, não foi reconhecido qualquer tipo de planta regular da povoação.
Em abril de 2011, as obras de terraplenagem feitas com um bulldozer para a construção de uma casa ilegal puseram a descoberto paredes e pavimentos. A obra acabou por ser embargada depois de algumas peripécias.
A 17 de janeiro, o governo tunisino propôs a sua inclusão na lista do Património Mundial da UNESCO, integrada no conjunto "Os Mausoléus Reais da Numídia, da Mauritânia e os monumentos funerários pré-islâmicos".